# Platyla banatica
Platyla banatica ist eine auf dem Land lebende Schnecke aus der Familie der Mulmnadeln (Aciculidae) in der Ordnung der Architaenioglossa („Alt-Bandzüngler“).

## Merkmale
Die rechtsgewundenen, spindelförmigen, relativ großen Gehäuse sind 3,95 bis 5,4 mm hoch und 1,35 bis 1,65 mm breit. Sie besitzen 5¾ bis 6¾ wenig gewölbte, regelmäßig und allmählich zunehmende Windungen mit einem stumpfen Apex. Bereits der vorletzte Umgang steigt an und der letzte Umgang erreicht etwa die Hälfte der Gesamtgehäusehöhe. Die Naht ist vergleichsweise tief, aber nicht mit einer Kante oder einem Nahtfaden versehen. Die Mündung ist in der Frontalansicht schief birnenförmig und oben zugespitzt. Die Höhe der Mündung beträgt 1,15 bis 1,50 mm, die Breite der Mündung 0,8 bis 1,0 mm. In der Seitenansicht ist der Mundsaum leicht konvex nach vorne gewölbt bis fast gerade. Der Mundsaum ist erweitert, besonders an der Basis und an der Spindelseite. Es gibt einen deutlichen Parietalkallus, während der Angularis nur schwach entwickelt ist. Der Nabelkallus ist nur eine sehr dünne Auflage und schmaler als der Spindelumschlag. Dadurch kann der Nabelkallus überdeckt sein. Der gerundete Nackenwulst ist kräftig entwickelt. In der Seitenansicht gesehen, ist er in der Mitte oder leicht hinter der Mitte am höchsten. Das hintere Ende des Nackenwulstes bricht meist abrupt ab. Das Gehäuse ist hornbraun bis gelbbraun, die Oberfläche ist glatt und glänzend.

### Ähnliche Arten
Im Verbreitungsgebiet der Art oder dessen Umgebung gibt es keine andere ähnliche Platyla-Art. Platyla pinteri ist zwar etwa gleich groß, hat jedoch ein schlankeres Gehäuse mit flacheren Umgängen. Die Mündung ist enger und der Nackenwulst weniger hoch und schmaler. Platyla foliniana ist größer und hat einen höheren Nackenwulst. Platyla elisabethae hat bei ähnlicher Größe einen zwar schmaleren Nackenwulst, der aber höher und viel kräftiger ausgebildet ist. Dieser fällt zudem hinten konkav ab.

## Geographische Verbreitung, Vorkommen und Lebensweise
Das Verbreitungsgebiet der Art erstreckt sich von Südungarn und dem westlichen Rumänien über Serbien, Bosnien und Herzegowina, Montenegro und Mazedonien bis nach Nordalbanien. Sie lebt dort in höheren Lagen an feuchten Standorten im Mulm von Wäldern oder zwischen Geröll, gewöhnlich auf kalkigem Untergrund. In Rumänien lebt die Art auch in Höhlen.

## Taxonomie
Das Taxon wurde 1842 von Emil Adolf Roßmäßler als Pupula lineata var. banatica erstmals beschrieben. Boeters, Gittenberger & Subai (1989) geben folgende Synonyme an:
- Acicula (Platyla) jugoslavica Jackiewicz, 1979[2]
- Acme banatica leptocheila Wagner, 1915[3]
- Acme (Platyla) oltenica Negrea, 1963[4]

## Belege

### Online
- Animal Base: Species summary for Platyla banatica